# Tulbaghia macrocarpa
Tulbaghia macrocarpa är en amaryllisväxtart som beskrevs av Vosa. Tulbaghia macrocarpa ingår i släktet Tulbaghia och familjen amaryllisväxter. Inga underarter finns listade i Catalogue of Life.